# 何光岳
何光岳（1939年11月—2015年1月29日），湖南岳阳人，生于广东汕头，中华人民共和国史学家。

## 生平
何光岳早年丧父，只读过小学。中华人民共和国成立后，担任过互助组长、农村高级合作社会计。1956年，任岳阳县农业局农业技术员，1958年发明双季晚稻“倒种春”，升区农技站长，后调县文化馆任文物干事。1970年，调任岳阳市北区秘书。1977年，任市文化馆干事。因其勤于自学中国古典文学与地理，颇有建树:1-4。1977年，参加中国历史地理讨论会，之后加入湖南省历史学会。1979年，当选为中华全国青年联合会常委、湖南省青联常委。1985年，获中华全国总工会职工自学成材金奖。1992年，享受国务院特殊津贴，担任湖南省社会科学院历史所副所长。2015年1月29日，因病在长沙逝世，享年75岁。

## 争议
何光岳的学术能力遭到广泛质疑:78-79，其在古史研究中暴露出概念不清、逻辑混乱、驰骋想象、言之无据、滥引材料、不加审查等一系列学术失范现象，但却得到某些新闻媒体和出版行业蓄意炒作及部分学者的大力鼓吹，这一文化现象被称为“何光岳现象”。
何光岳曾与历史地理学家谭其骧有过一番学术争议及私人恩怨，1997年1月22日，葛剑雄在《中华读书报》发表《“传记”还是“神话”——评傅朗云〈史坛怪杰何光岳〉》驳斥何光岳。